# Alonso de la Vera Cruz
Alonso Gutiérrez, también conocido como fray Alonso de la Vera Cruz, y como Alonso de la Veracruz  (Caspueñas, Guadalajara, España, 1507 - Ciudad de México, 1584) fue la figura más importante de la filosofía en Nueva España durante el siglo XVI. Fue el primero en hacer muchas cosas de la Nueva España, como fundar colegios, bibliotecas y cátedras.

## Nacimiento y educación
Hijo de familia bastante bien acomodada. Su padre se llamó Francisco Gutiérrez y su madre Leonor Gutiérrez. 
Alonso Gutiérrez aprendió Gramática y Retórica en la Universidad Complutense. Estudió posteriormente Artes y Teología en la Universidad de Salamanca.
El teólogo y jurista Francisco de Vitoria le tuvo como discípulo. Profesó una catedrilla de filosofía, como discípulo aventajado, y fue invitado por el superior de los agustinos en México, fray Francisco de la Cruz, para conocer el Nuevo Mundo.

## Llegada a Nueva España
El 22 de julio de 1536 desembarcó en Veracruz; ingresó en la Orden de San Agustín y cambió su apellido de Gutiérrez por el de Vera Cruz. Tras un año de noviciado, profesó en la Ciudad de México, el 20 de julio de 1537, en el convento de Santa María de Gracia. 
Llegado a tierras michoacanas, aprendió la lengua tarasca para predicar la doctrina cristiana a los nativos, preparándoles a recibir el sacramento de la Eucaristía. En lugar de imponer el castellano, habló a los naturales de la región en su propia lengua, con el fin de evangelizarlos.

## Actividades en la Nueva España

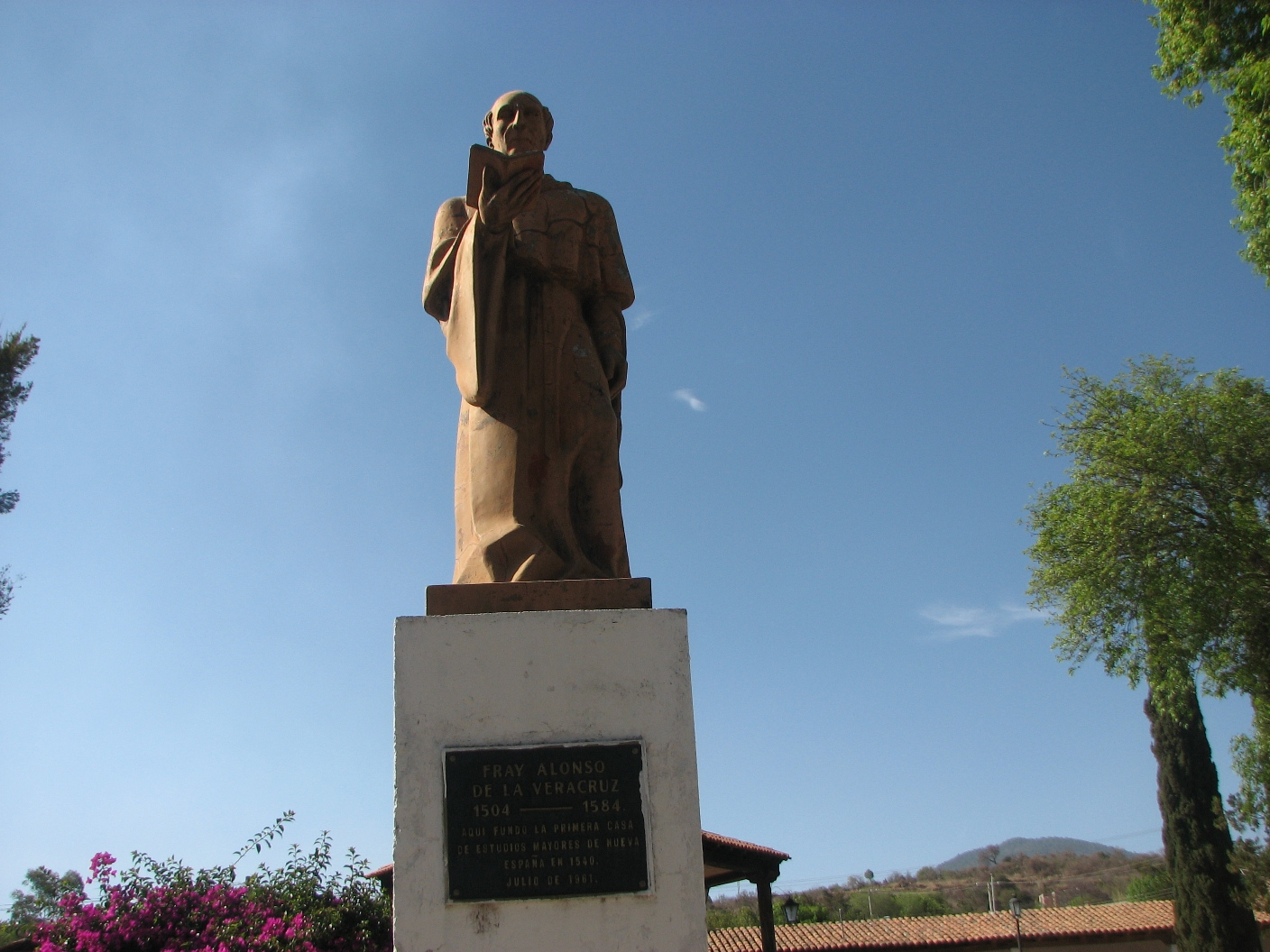
Monumento de fray Alonso de la Vera Cruz en Tiripetío, Michoacán.

Fray Alonso de la Vera Cruz no fue un filósofo encerrado en la clásica «torre de marfil», sino un pensador comprometido y un misionero ejemplar. Fundó en 1540 el convento de San Juan Bautista en Tiripetío, donde enseñó filosofía y teología (145 años antes del primer curso de filosofía en los Estados Unidos, en Harvard College, 1685), allí también estableció la primera biblioteca de América. También fundó, en Pátzcuaro, el Real Colegio de San Nicolás Obispo, una de las primeras universidades del continente (junto con el Colegio de la Santa Cruz de Tlatelolco, fundado en 1533), con tres cátedras (Teología, Derecho Canónico y Leyes), donde tuvo como alumno al hijo del rey Tangáxoan Tzíntzicha. 
En 1542 sucedió a Vasco de Quiroga en el gobierno del obispado de Michoacán por una breve temporada. Fundó cinco conventos en Cuitzeo, Yuririapúndaro, Charo, Copándaro, Huango y Guayangareo. Durante 1545 fue elegido prior del convento de Tacámbaro. 
En 1553 se le designó catedrático en la Real y Pontificia Universidad de México. Poco tiempo después se le nombró maestro de Teología y de Artes y se instituyó, bajo su dirección, una cátedra de Santo Tomás. Empezó a escribir un tratado de filosofía, el primer libro de filosofía escrito en América, sin descuidar su vida de religioso. En tres ocasiones sirvió como procurador de su Orden. 
Regresó a España en 1562 para defender las funciones y privilegios de las órdenes religiosas; se convirtió en consejero de los grandes personajes españoles de su tiempo, y se le designó prior del Monasterio de San Felipe el Real (Madrid) y visitador de Castilla la Nueva. Pero su destino estaba en América. No quería permanecer en España, a pesar de las halagüeñas proposiciones del Rey. 
Volvió al Nuevo Mundo en 1572, donde fundó el Colegio de San Pablo, redactó libros, apadrinó algunos exámenes de doctorado y se preocupó constantemente por la evangelización de las Filipinas. Entre sus discípulos más distinguidos figuran Francisco Cervantes de Salazar, escritor y maestro universitario; fray Esteban de Salazar y Andrés de Tordehumos, escritores de vasta vigencia en su circunstancia histórica y geográfica.

## Su obra

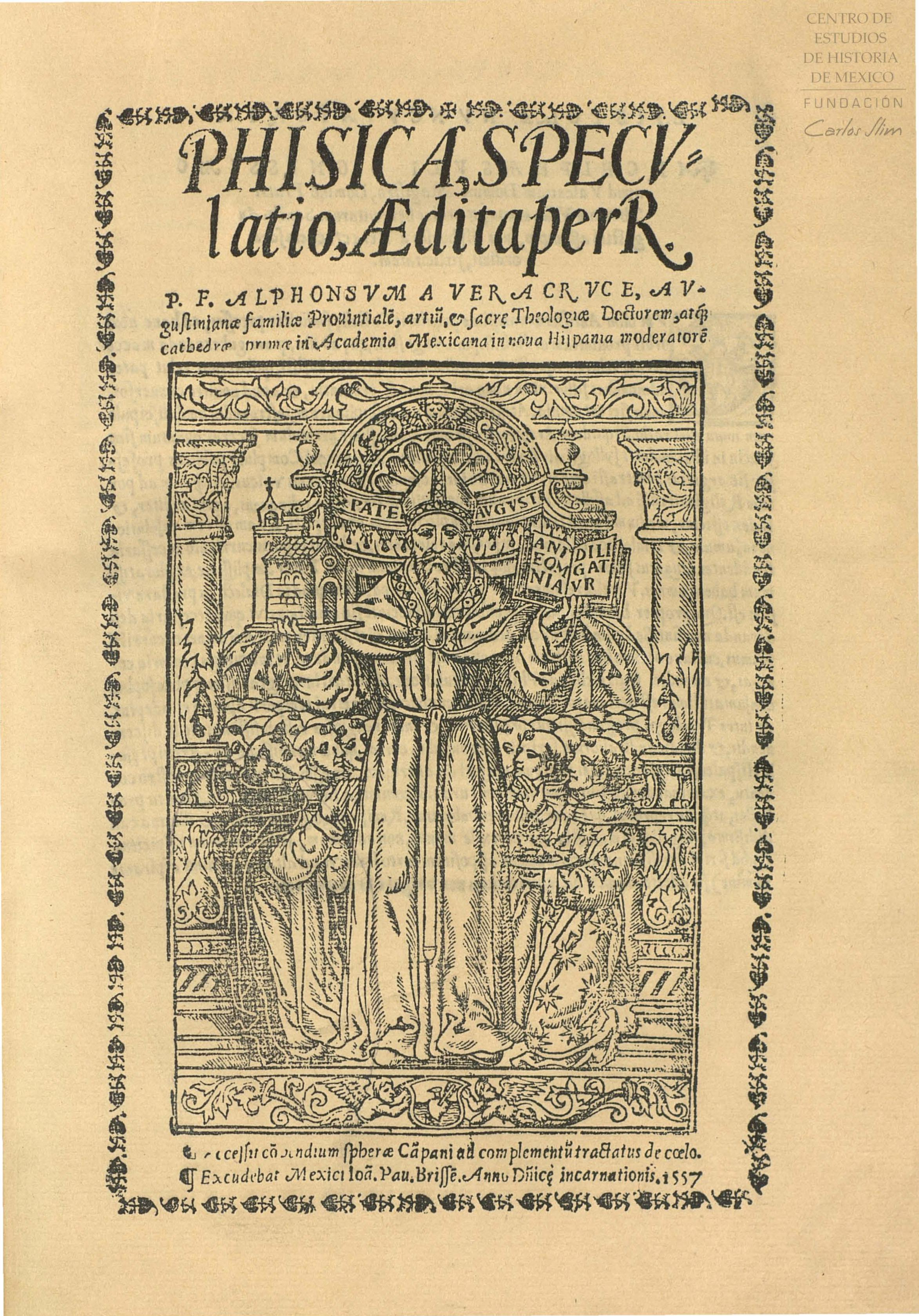
Obra "Physica speculatio", Alonso de la Vera Cruz

Admitía Alonso de la Vera Cruz, en cuestiones menores, una reforma de la escolástica y ciertas reivindicaciones humanistas. Quiso librar a la filosofía de especulaciones vanas e inútiles. Siguiendo el ejemplo de los renacentistas, postuló el retorno a los textos originales de Aristóteles. Escribió, con intención primordialmente pedagógica, tres obras filosóficas: Recognitio summularum (1554), Dialectica resolutio (1554) y Physica speculatio (1557). Estos tres libros integran un curso completo de Artes (Filosofía), tal como entonces se impartía, en el que resplandecen la claridad, la sencillez y cierto carácter pragmático. La Recognitio summularum es una exposición clara y resumida de la dialéctica: términos, proposiciones, silogismos, grados de conocimiento (simple aprehensión, juicio y raciocinio), comentario de los libros de los Tópicos y de la Refutación de los sofistas, de Aristóteles; la influencia de Pedro Hispano, con las Summulae logicales, es patente. La Dialectica resolutio consta de tres tratados: los predicables, las categorías aristotélicas y los analíticos posteriores; el objeto de la dialéctica es el ente de razón. La Physica speculatio, el más extenso de los libros de fray Alonso, es sobre todo científico: recoge la doctrina vigente en el siglo XVI sobre física, biología, meteorología, botánica y psicología. La ciencia de la naturaleza tiene por objeto el ente móvil en sus distintos aspectos, ya señalados por Aristóteles.
A fray Alonso le interesó, fundamentalmente, iniciar a la juventud estudiosa mexicana en la problemática y temática de la filosofía. Los puntos principales de su panorama filosófico, como ha apuntado José M. Gallegos Rocafull, son cuatro: «¿Cómo se piensa bien? ¿Qué relación hay entre el pensar y el ser? ¿Qué es la naturaleza? ¿Qué es el alma?».
Aunque las principales obras de fray Alonso hayan sido filosóficas, también nos legó algunas obras teológicas (entre ellas, la más importante: Speculum conjugiorum), consagradas al estudio de la validez del matrimonio que los indios habían contraído antes de ser cristianos. El conocimiento teológico del fraile agustino se puso también de relieve en tres manuscritos: Commentaria in Secundum Magistri Sententiarum librum, Commentaria in Epistolas Sancti Pauli in Universitate Mexicae e cathedra dictata y Relectio de libris canonicis. Siguiendo las huellas de su maestro Vitoria, fray Alonso escribió, dentro del campo jurídico y moral, la Relectio de Dominio infidelium et iusto bello. En los Avisos, fray Alonso apuntaba consejos a sus alumnos para refrenar el orgullo teológico y para libertar a los estudiantes de los apasionamientos de escuela, útiles tal vez en la época de los estudios, pero nefastos para una fraternal convivencia humana.
La filosofía mexicana tuvo en fray Alonso su punto de arranque y el germen de ciertas características que le son propias: sentido concreto de la realidad, preocupación social, pragmatismo moderado.[cita requerida]

### Obras y bibliografía de Veracruz
El elenco completo de los escritos de Veracruz, las ediciones de todas sus obras y la bibliografía sobre su vida, escritos y pensamiento, en: Rafael Lazcano, Tesauro Agustiniano. ISBN 978-84-09-1028-8. vol. 1, p. 298-332.

### Ediciones

#### Obras completas
- Obras completas: The Writings of Alonso de la Vera Cruz. The original text with English translation edited by Ernest J. Burrus, S.J. Jesuit Historical Institute - St. Louis University. Rome-St. Louis 1968-1972, 5 vols.

#### Ediciones bilingües con traducción al español
- VERA CRUZ, Alonso de la (1989) Libro de los elencos sofísticos. Introducción, traducción y notas de Mauricio Beuchot. México: UNAM-Instituto de Investigaciones Filológicas. (Bibliotheca Philosophica Latina Mexicana N° 1).
- VERA CRUZ, Alonso de la (2004) Sobre el dominio de los indios y la guerra justa edición Roberto Heredia Correa. México: UNAM-Facultad de Filosofía y Letras, ISBN 970-32-1862-8 vista en la web
- VERA CRUZ, Alonso de la (2007) Sobre el dominio de los infieles y la guerra justa. Edición crítica, traducción y notas de Roberto Heredia Correa. México: UNAM-Instituto de Investigaciones Filológicas.
- VERA CRUZ, Alonso de la (2009-2013) Espejo de los matrimonios. Introducción, transcripción, traducción y notas de Luciano Barp Fontana. México: Universidad La Salle, 3 vols.
- VERA CRUZ, Alonso de la (2015) Tratado de los diezmos. Introducción, transcripción, traducción y notas de Luciano Barp Fontana. México: Universidad La Salle.

### Estudios sobre Alonso de la Vera Cruz
- BEUCHOT, Mauricio (1996) Historia de la filosofía en el México Colonial. Barcelona: Herder.
- BOLAÑO E ISLA, A. (1947) Contribución al estudio bibliográfico de Fray Alonso de la Vera Cruz. México: Robredo-Porrúa.
- CEREZO, Prometeo (1985) Alonso de Veracruz y el derecho de gentes. México: Porrúa.
- GALLEGOS ROCAFULL, José María (1951) El pensamiento mexicano en los si. XVI y XVII. México: UNAM.
- GÓMEZ ROBLEDO, Antonio (1984). El magisterio filosófico y jurídico de Alonso de la Vera Cruz. México: Porrúa.
- LAZCANO, Rafael (2007)  Fray Alonso de Veracruz (1507-1584): misionero del saber y protector de indios. Madrid: Editorial Agustiniana-Guadarrama. ISBN 978-84-95745-69-9
- REDMOND, Walter y Mauricio BEUCHOT (1987) Pensamiento y realidad en fray Alonso de la Vera Cruz. México: UNAM-Instituto de Investigaciones Filológicas.
- ROBLES, Oswaldo (1950). Filósofos mexicanos del siglo XVI. México: Librería de Manuel Porrúa.